# Rugby în VII la Jocurile Olimpice de vară din 2024 - turneul masculin
Turneul masculin de rugby în VII de la Jocurile Olimpice de vară din 2024 a avut loc în perioada 24-27 iulie 2021 pe Stade de France, Paris.

## Faza grupelor

### Grupa A

#### Clasament
| Loc | Echipa        | Meciuri jucate | Victorii | Egaluri | Înfrângeri | Puncte Pentru | Puncte Împotrivă | Diferență | Puncte | Calificare                         |
| --- | ------------- | -------------- | -------- | ------- | ---------- | ------------- | ---------------- | --------- | ------ | ---------------------------------- |
| 1   | Noua Zeelandă | 3              | 3        | 0       | 0          | 71            | 29               | +42       | 9      | Calificare în Sferturile de finală |
| 2   | Irlanda       | 3              | 2        | 0       | 1          | 62            | 24               | +38       | 7      | Calificare în Sferturile de finală |
| 3   | Africa de Sud | 3              | 1        | 0       | 2          | 59            | 32               | +27       | 5      | Calificare în Sferturile de finală |
| 4   | Japonia       | 3              | 0        | 0       | 3          | 22            | 129              | -107      | 3      |                                    |

#### Rezultate
| 24 iulie 2024 | Irlanda       | 10 - 5  | Africa de Sud | Stade de France, Paris |
| 24 iulie 2024 | Noua Zeelandă | 40 – 12 | Japonia       | Stade de France, Paris |

| 24 iulie 2024 | Irlanda       | 40 – 5 | Japonia       | Stade de France, Paris |
| 24 iulie 2024 | Noua Zeelandă | 17 - 5 | Africa de Sud | Stade de France, Paris |

| 25 iulie 2024 | Africa de Sud | 49 - 0  | Japonia | Stade de France, Paris |
| 25 iulie 2024 | Noua Zeelandă | 14 – 12 | Irlanda | Stade de France, Paris |

### Grupa B

#### Clasament
| Loc | Echipa    | Meciuri jucate | Victorii | Egaluri | Înfrângeri | Puncte Pentru | Puncte Împotrivă | Diferență | Puncte | Calificare                         |
| --- | --------- | -------------- | -------- | ------- | ---------- | ------------- | ---------------- | --------- | ------ | ---------------------------------- |
| 1   | Australia | 3              | 3        | 0       | 0          | 64            | 35               | +29       | 9      | Calificare în Sferturile de finală |
| 2   | Argentina | 3              | 2        | 0       | 1          | 73            | 46               | +27       | 7      | Calificare în Sferturile de finală |
| 3   | Samoa     | 3              | 1        | 0       | 2          | 52            | 49               | +3        | 5      |                                    |
| 4   | Kenya     | 3              | 0        | 0       | 3          | 19            | 78               | -59       | 3      |                                    |

#### Rezultate
| 24 iulie 2024 | Australia | 21 - 14 | Samoa | Stade de France, Paris |
| 24 iulie 2024 | Argentina | 31 – 12 | Kenya | Stade de France, Paris |

| 24 iulie 2024 | Australia | 21 – 7  | Kenya | Stade de France, Paris |
| 24 iulie 2024 | Argentina | 28 - 12 | Samoa | Stade de France, Paris |

| 25 iulie 2024 | Samoa     | 26 - 0  | Kenya     | Stade de France, Paris |
| 25 iulie 2024 | Argentina | 14 – 22 | Australia | Stade de France, Paris |

### Grupa C

#### Clasament
| Loc | Echipa  | Meciuri jucate | Victorii | Egaluri | Înfrângeri | Puncte Pentru | Puncte Împotrivă | Diferență | Puncte | Calificare                         |
| --- | ------- | -------------- | -------- | ------- | ---------- | ------------- | ---------------- | --------- | ------ | ---------------------------------- |
| 1   | Fiji    | 3              | 3        | 0       | 0          | 97            | 36               | +61       | 9      | Calificare în Sferturile de finală |
| 2   | Franța  | 3              | 1        | 1       | 1          | 43            | 43               | 0         | 6      | Calificare în Sferturile de finală |
| 3   | SUA     | 3              | 1        | 1       | 1          | 57            | 67               | -10       | 6      | Calificare în Sferturile de finală |
| 4   | Uruguay | 3              | 0        | 0       | 3          | 41            | 92               | -51       | 3      |                                    |

#### Rezultate
| 24 iulie 2024 | Franța | 12 - 12 | SUA     | Stade de France, Paris |
| 24 iulie 2024 | Fiji   | 40 – 12 | Uruguay | Stade de France, Paris |

| 24 iulie 2024 | Franța | 19 – 12 | Uruguay | Stade de France, Paris |
| 24 iulie 2024 | Fiji   | 38 - 12 | SUA     | Stade de France, Paris |

| 25 iulie 2024 | SUA  | 33 - 17 | Uruguay | Stade de France, Paris |
| 25 iulie 2024 | Fiji | 19 - 12 | Franța  | Stade de France, Paris |

### Clasamentul echipelor de pe locul 3
| Loc | Grupa | Echipa        | Meciuri jucate | Victorii | Egaluri | Înfrângeri | Puncte Pentru | Puncte Împotrivă | Diferență | Puncte | Calificare                         |
| --- | ----- | ------------- | -------------- | -------- | ------- | ---------- | ------------- | ---------------- | --------- | ------ | ---------------------------------- |
| 1   | C     | SUA           | 3              | 1        | 1       | 1          | 57            | 67               | -10       | 6      | Calificare în Sferturile de finală |
| 2   | A     | Africa de Sud | 3              | 1        | 0       | 2          | 59            | 32               | +27       | 5      | Calificare în Sferturile de finală |
| 3   | B     | Samoa         | 3              | 1        | 0       | 2          | 52            | 49               | +3        | 5      |                                    |

## Faza eliminatorie

### Meciurile pentru locurile 9–12
|  | Semifinale                 | Semifinale |                            |    | Meciul pentru locul 9 | Meciul pentru locul 9 |
|  |                            |            |                            |    |                       |                       |
|  | 25 iulie – Stade de France |            |                            |    |                       |                       |
|  |                            |            |                            |    |                       |                       |
|  | Samoa                      | 42         |                            |    |                       |                       |
|  | Samoa                      | 42         | 27 iulie – Stade de France |    |                       |                       |
|  | Japonia                    | 7          |                            |    |                       |                       |
|  | Japonia                    | 7          | Samoa                      | 5  |                       |                       |
|  | 25 iulie – Stade de France |            | Samoa                      | 5  |                       |                       |
|  |                            | Kenya      | 10                         |    |                       |                       |
|  | Uruguay                    | Kenya      | 10                         | 14 |                       |                       |
|  | Uruguay                    |            |                            | 14 |                       |                       |
|  | Kenya                      | 19         |                            |    |                       |                       |
|  | Kenya                      | 19         | Meciul pentru locul 11     |    |                       |                       |
|  |                            |            |                            |    |                       |                       |
|  | 27 iulie – Stade de France |            |                            |    |                       |                       |
|  |                            |            |                            |    |                       |                       |
|  | Japonia                    | 10         |                            |    |                       |                       |
|  | Japonia                    | 10         |                            |    |                       |                       |
|  | Uruguay                    | 21         |                            |    |                       |                       |

#### Semifinale
| 27 iulie 2021 | Samoa   | 42 - 7  | Japonia | Stade de France |
| 27 iulie 2021 | Uruguay | 14 – 19 | Kenya   | Stade de France |

#### Meciul pentru locul 11
| 27 iulie 2024 | Japonia | 10 - 21 | Uruguay | Stade de France |

#### Meciul pentru locul 9
| 27 iulie 2024 | Samoa | 5 - 10 | Kenya | Stade de France |

### Meciurile pentru locurile 5–8
|  | Semifinale                 | Semifinale |                            |    | Meciul pentru locul 5 | Meciul pentru locul 5 |
|  |                            |            |                            |    |                       |                       |
|  | 27 iulie – Stade de France |            |                            |    |                       |                       |
|  |                            |            |                            |    |                       |                       |
|  | Noua Zeelandă              | 17         |                            |    |                       |                       |
|  | Noua Zeelandă              | 17         | 27 iulie – Stade de France |    |                       |                       |
|  | Argentina                  | 12         |                            |    |                       |                       |
|  | Argentina                  | 12         | Noua Zeelandă              | 17 |                       |                       |
|  | 27 iulie – Stade de France |            | Noua Zeelandă              | 17 |                       |                       |
|  |                            | Irlanda    | 7                          |    |                       |                       |
|  | Irlanda                    | Irlanda    | 7                          | 17 |                       |                       |
|  | Irlanda                    |            |                            | 17 |                       |                       |
|  | SUA                        | 14         |                            |    |                       |                       |
|  | SUA                        | 14         | Meciul pentru locul 7      |    |                       |                       |
|  |                            |            |                            |    |                       |                       |
|  | 27 iulie – Stade de France |            |                            |    |                       |                       |
|  |                            |            |                            |    |                       |                       |
|  | Argentina                  | 19         |                            |    |                       |                       |
|  | Argentina                  | 19         |                            |    |                       |                       |
|  | SUA                        | 0          |                            |    |                       |                       |

#### Semifinale
| 27 iulie 2021 | Noua Zeelandă | 17 - 12 | Argentina | Stade de France |
| 27 iulie 2021 | Irlanda       | 17 - 14 | SUA       | Stade de France |

#### Meciul pentru locul 7
| 27 iulie 2024 | Argentina | 19 - 0 | SUA | Stade de France |

#### Meciul pentru locul 5
| 27 iulie 2024 | Noua Zeelandă | 17 - 7 | Irlanda | Stade de France |

### Playoff
|  | Sferturi de finală         | Sferturi de finală         |                            |    | Semifinale                     | Semifinale                     |  |  | Meciul pentru medalia de aur | Meciul pentru medalia de aur |
|  |                            |                            |                            |    |                                |                                |  |  |                              |                              |
|  | 27 iulie – Stade de France |                            |                            |    |                                |                                |  |  |                              |                              |
|  |                            |                            |                            |    |                                |                                |  |  |                              |                              |
|  | Noua Zeelandă              | 7                          |                            |    |                                |                                |  |  |                              |                              |
|  | Noua Zeelandă              | 7                          | 28 iulie – Stade de France |    |                                |                                |  |  |                              |                              |
|  | Africa de Sud              | 14                         |                            |    |                                |                                |  |  |                              |                              |
|  | Africa de Sud              | 14                         | Africa de Sud              | 5  |                                |                                |  |  |                              |                              |
|  | 27 iulie – Stade de France |                            | Africa de Sud              | 5  |                                |                                |  |  |                              |                              |
|  |                            | Franța                     | 19                         |    |                                |                                |  |  |                              |                              |
|  | Argentina                  | Franța                     | 19                         | 14 |                                |                                |  |  |                              |                              |
|  | Argentina                  |                            | 27 iulie – Stade de France | 14 |                                |                                |  |  |                              |                              |
|  | Franța                     | 26                         |                            |    |                                |                                |  |  |                              |                              |
|  | Franța                     | 26                         | Franța                     | 26 |                                |                                |  |  |                              |                              |
|  | 27 iulie – Stade de France |                            | Franța                     | 26 |                                |                                |  |  |                              |                              |
|  |                            | Fiji                       | 7                          |    |                                |                                |  |  |                              |                              |
|  | Fiji                       | Fiji                       | 7                          | 19 |                                |                                |  |  |                              |                              |
|  | Fiji                       | 28 iulie – Stade de France |                            | 19 |                                |                                |  |  |                              |                              |
|  | Irlanda                    | 15                         |                            |    |                                |                                |  |  |                              |                              |
|  | Irlanda                    | 15                         | Fiji                       | 31 |                                |                                |  |  |                              |                              |
|  | 27 iulie – Stade de France |                            | Fiji                       | 31 |                                |                                |  |  |                              |                              |
|  |                            | Australia                  | 7                          |    | Meciul pentru medalia de bronz | Meciul pentru medalia de bronz |  |  |                              |                              |
|  | Australia                  | Australia                  | 7                          | 18 | Meciul pentru medalia de bronz | Meciul pentru medalia de bronz |  |  |                              |                              |
|  | Australia                  |                            | 27 iulie – Stade de France | 18 |                                |                                |  |  |                              |                              |
|  | SUA                        | 0                          |                            |    |                                |                                |  |  |                              |                              |
|  | SUA                        | 0                          | Africa de Sud              | 26 |                                |                                |  |  |                              |                              |
|  |                            |                            |                            |    |                                |                                |  |  |                              |                              |
|  | Australia                  | 19                         |                            |    |                                |                                |  |  |                              |                              |
|  | Australia                  | 19                         |                            |    |                                |                                |  |  |                              |                              |

#### Sferturi de finală
| 25 iulie 2024 | Noua Zeelandă | 7 - 14  | Africa de Sud | Stade de France |
| 25 iulie 2024 | Argentina     | 14 - 26 | Franța        | Stade de France |
| 25 iulie 2024 | Fiji          | 19 - 15 | Irlanda       | Stade de France |
| 25 iulie 2024 | Australia     | 18 – 0  | SUA           | Stade de France |

#### Semifinale
| 27 iulie 2024 | Africa de Sud | 5 - 19 | Franța    | Stade de France |
| 27 iulie 2024 | Fiji          | 31 - 7 | Australia | Stade de France |

#### Meciul pentru medalia de bronz
| 27 iulie 2024 | Africa de Sud | 26 - 19 | Australia | Stade de France |

#### Meciul pentru medalia de aur
| 27 iulie 2024 | Franța | 26 - 7 | Fiji | Stade de France |